# 오스코포리아
오스코포리아(Oschophoria)는 고대 아테네의 디오니소스 축제 중 하나이다. 포도의 수확을 축하한다.
오스코포리아는 포도나무의 신인 디오니소스를 기리기 위해 가을(Pyanepsion)에 해당하는 달 동안 아테네에서 열린 고대 그리스 축제 의식의 집합이다. 축제는 농업과 시작 기능을 모두 가지고 있었을 것이다. 특별한 노래를 많이 부르는 가운데 여장을 한 두 청년이 포도송이가 달린 가지를 짊어지고 디오니소스에서 아테나 스키라스의 성역까지, 엄선된 에페베스가 경쟁하는 달리기가 이어졌다. 고대 출처는 축제와 의식을 아테네의 영웅 왕 테세우스, 특히 크레타 모험에서 돌아온 것과 연결한다. 신화에 따르면 테세우스가 집으로 항해하는 동안 낙소스섬에 버려진 크레타의 공주 아리아드네는 존경하는 디오니소스에 의해 구출되었다. 따라서 오스코포리아는 아리아드네도 존경했을 것으로 생각된다.